# ミュンヘン市電P形電車

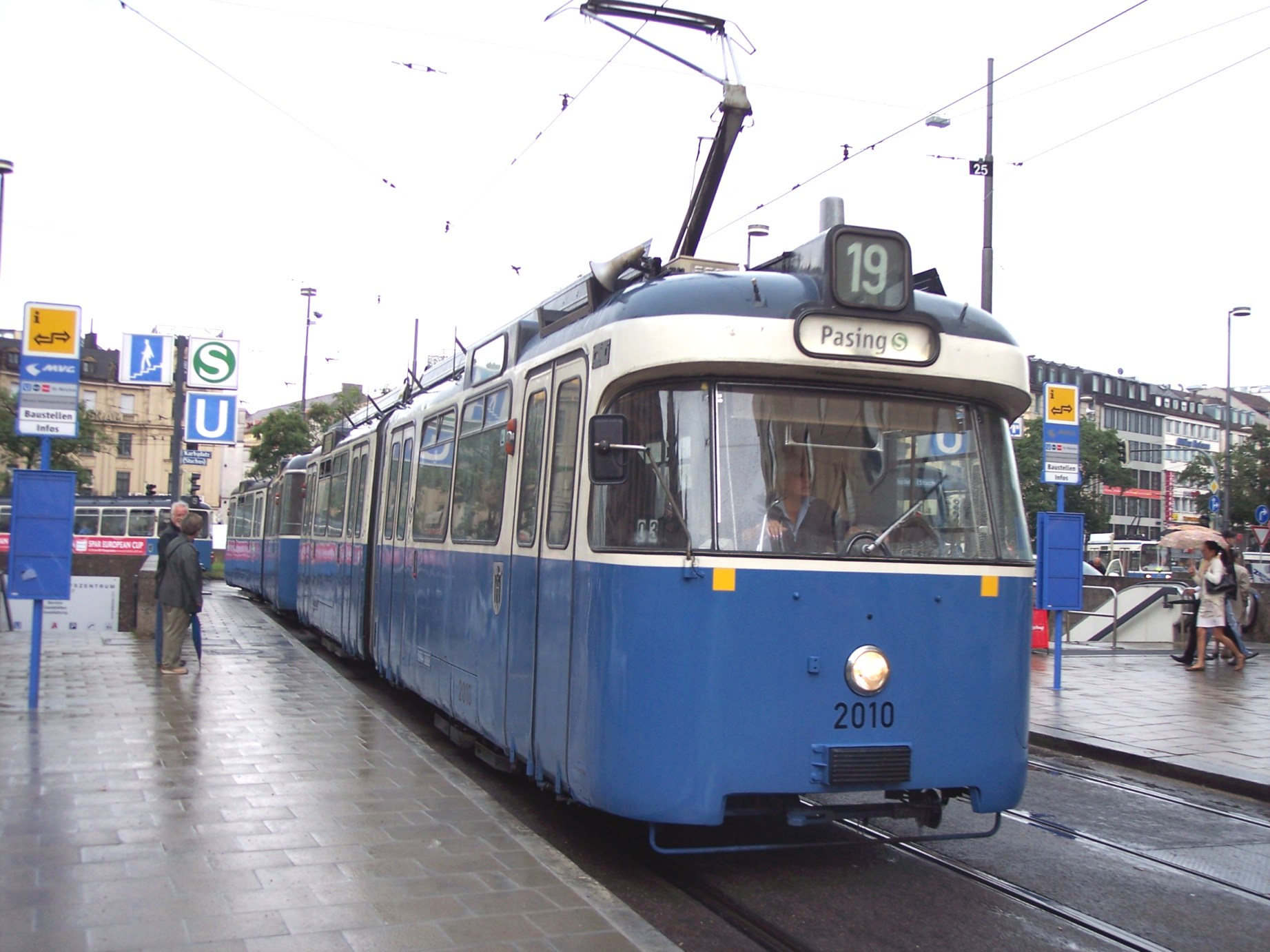
P3形（2007年撮影）

ミュンヘン市電P形電車（ミュンヘンしでんピーがたでんしゃ）は、ドイツの都市・ミュンヘンの路面電車であるミュンヘン市電に導入された電車。ミュンヘン市電における初の連接車で、以下の3形式が製造された。
- P1形 - 1959年から1960年にかけて製造された3車体連接式の試作車[1][4]。
- P2形、p2形 - 1964年から1965年にかけて製造された2車体連接式の試作車[2][5]。
- P3形、p3形 - 1966年から1968年にかけて製造された2車体連接式の量産車[3][6]。

## P1形
1950年代、ミュンヘンでは都市部の交通量の増加による混雑やそれに伴う路面電車を始めとした公共交通機関の速度低下に対応するべく、地下鉄を建設する計画が進められていた。当初、ミュンヘン市内に建設する地下鉄は路面電車と同規格とし、市内は地下区間、郊外は路面区間を走行する事が検討されていた。そこで、将来の地下鉄運用に適した車両として1959年から1960年にかけて2両（101、102）が試作されたのがP1形（P1.65形）で、その長い車体から伝説上の怪物にちなみ「タッツェルブルム」とも呼ばれていた。
基本的な構造は3軸車であるM形電車（M5形）に準拠しており、ステアリング機能を備えた台車付きの車体が小型のフローティング車体を挟む3車体連接構造を有していた。乗降扉は車体右側、前後車体に2箇所、中間車体に1箇所設置されており、ミュンヘン市電で初めて外開きのプラグドアが採用された。また、キーペ製の電空協調制御装置が搭載され、複数の車両を繋いだ総括制御運転も可能となっていた。
製造後はミュンヘン市電の各系統で営業運転に使用されたが、その実績を検討した結果、以下の要因でP1形の量産は断念された。
- 設計当初車掌の数を1人に削減する事が計画されていたが、導入時の運賃徴収システムでは困難であり、実際の営業運転時には車掌が2人必要となった。
- M形による2両編成（6箇所）に比べて乗降扉が少なく、乗客の流動性が悪化した。
- M形と比べてメンテナンス作業の工程が複雑化し、費用も高額となった。

次項で述べるP2形やP3形の量産が進む中で構造が他車と異なるP1形は余剰となり、末期はラッシュ時のみの運用となった。そして101は1972年に事業用車両に転用され、102は以降も営業運転に使用されたが1975年に営業運転を退いた。その後、101は1976年に解体された一方、102はハノーファー路面電車博物館の収蔵品を経て2015年にミュンヘンのMVG博物館への移設が行われ、将来的な動態復元へ向けての作業が進められている。

## P2形、p2形

### 概要

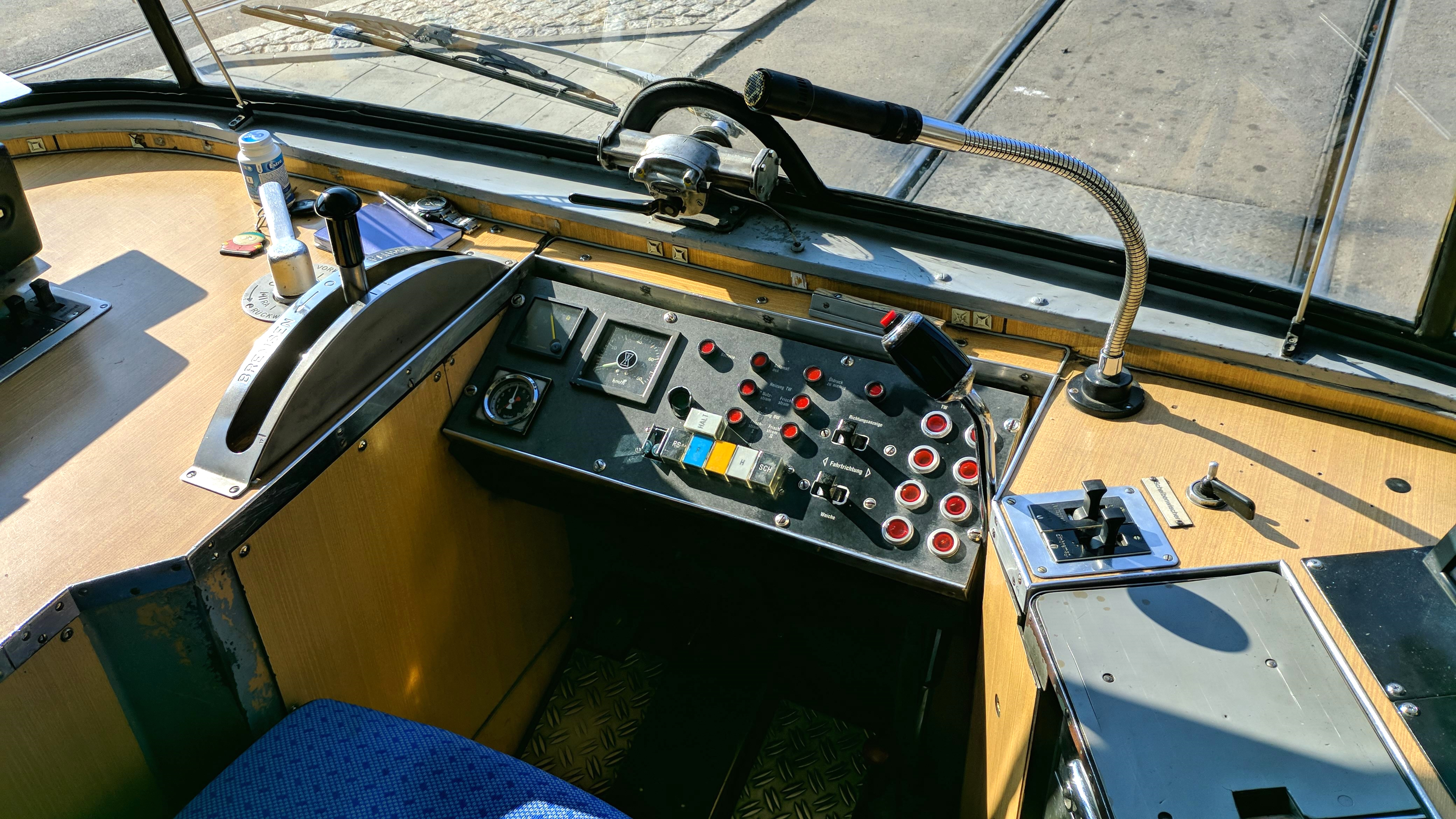
運転台
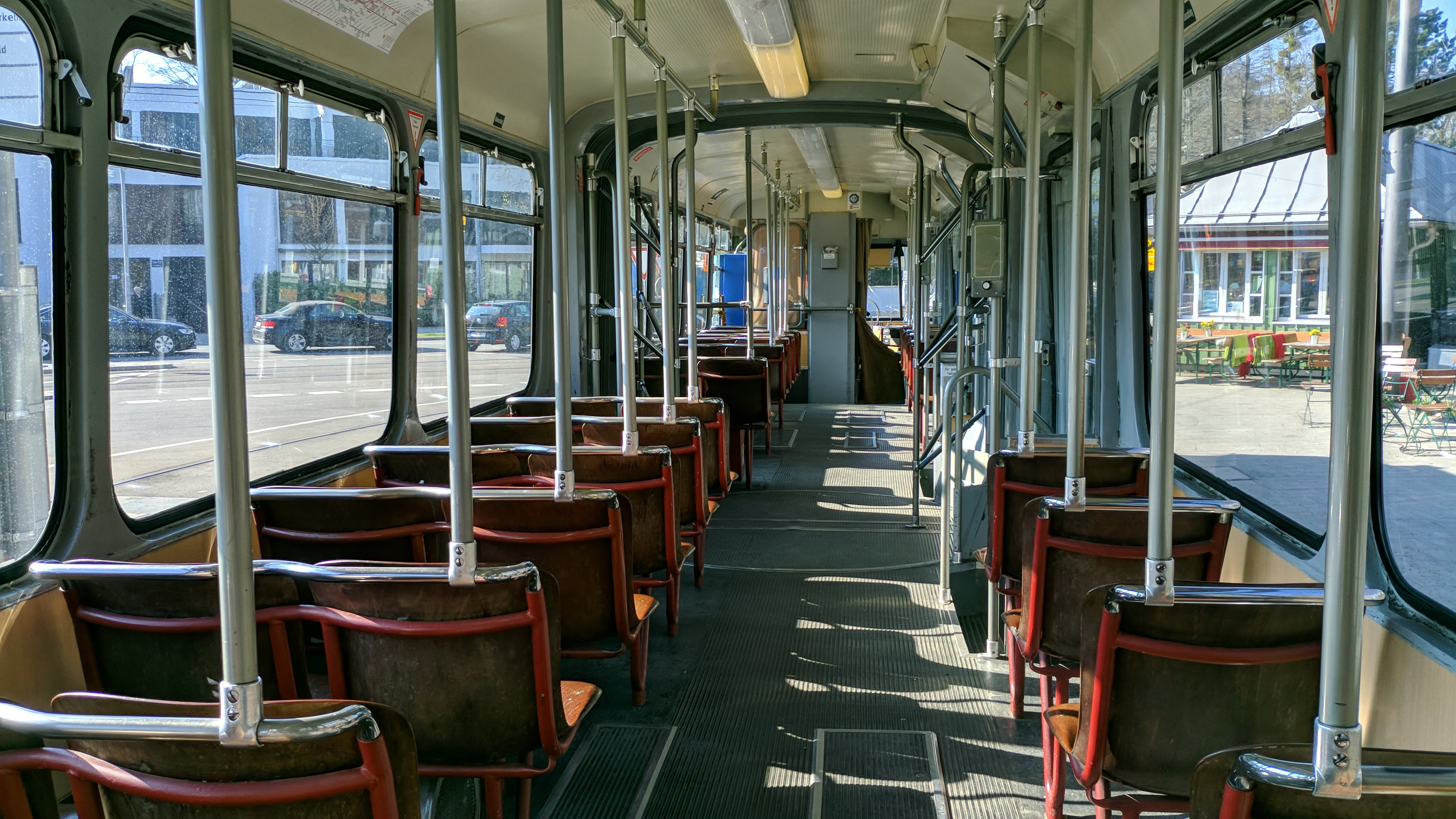
車内

P1形の量産が断念された事で、ミュンヘン市電における車両増備は3軸車のM形に戻されたが、地下鉄での運用に適した車両が必要となっている状況に変わりはなかった。だが、ミュンヘン市内には急曲線が各所に存在しており、大型ボギー車や大型連接車の導入は難しい状況にあった。そこで、当時ミュンヘン市電の車両を生産していたラートゲーバーは、ブレーメンのハンザ車両製造（Hansa Waggonbau）が生産していた特殊な構造の連接車の導入を提案した。それに基づき、同社からライセンスを獲得したうえでラートゲーバーが製造した試作車がP2形（電動車）およびp2形（付随車）である。
P2形、p2形共にボギー台車が各車体に1基搭載されている2車体連接車で、台車枠が連接幌下部にある特殊のリンクにより結合される構造が採用された。これにより、急曲線を通過する際に車体と台車の向きを同一にすることが出来、曲線走行時に生じる車体のはみ出し（偏倚）が抑えられる効果が得られた。また、これに伴い車両限界も広くとることが可能となり、従来の車両と比べ車両幅が広くなった。電動車であるP2形の集電装置についてはP1形の菱形パンタグラフからシングルアーム式パンタグラフへと変更された。
P2形およびp2形は合計4両が製造されたが、車両ごとに機器を始めとする細部が異なっており、以下のように形式が細分化されていた。
- 201（→2001） - 電動車、P2.12形。1964年製。主電動機はジーメンス・シュッケルト（ドイツ語版）（SSW）製のGB 197/17。
- 202（→2002） - 電動車、P2.13形。1965年製。主電動機はAEG製のUS 5057。
- 2001（→3001） - 付随車、p2.14形。1964年製。
- 2002（→3002） - 付随車、p2.15形。1965年製。

### 運用
1965年6月に最初の車両（201）が国際輸送博覧会で一般公開され、同年12月に営業運転を開始した後、全4両が1966年までに導入された。その後、電動車（201、202）は1968年に車両番号が変更（2001、2002）され、それに合わせて同じ番号であった付随車（2001、2002）についても「3001」「3002」に変更された他、同年から1970年にかけては車掌業務を完全に廃止した信用乗車方式に対応した改造を受けた。
以降もP2形およびp2形は営業運転に使用され、1970年代後半からは量産車であるP3形やp3形との混結運用も実施されるようになったが、その頃から故障が相次ぐようになり、1980年（2002）よび1981年（2001）にP2形は廃車され、p2形についても1989年に実施された大規模修繕時にアスベストが断熱材として使用されていたのが確認されたため運用を離脱した。その後保存された車両も存在したが放置の末に荒廃し解体されたため、2022年現在現存する車両は存在しない。

## P3形、p3形

### 概要
1964年、それまで路面電車規格での導入が検討されていた地下鉄は路面電車よりも車両限界が大きい高規格の路線として建設する方針へと変更された。その一方で、必要となる車掌の数を削減できるなどの効果が実証された事に加えて今後の路面電車網の縮小も見据え、老朽化が深刻な状況となっていた戦前製の車両の全面置き換えを目的にP2形およびp2形の量産が決定し、1966年と1967年の2次に渡って発注が実施された。これがP3形（電動車、P3.16形）およびp3形（付随車、p3.17形）である。
基本的な構造は試作車（P2形、p2形）に準拠するが、シングルアーム式パンタグラフのより高速運転に適した形式への変更、車庫での逆行運転に適した前照灯の後部車体への設置などの変更点が存在する。P3形の主電動機についてはAEG製のUS 5057aが採用されている。
- 運転台
- 車内

### 運用
1967年に製造が開始された後、同年の10月から営業運転を開始した。当初はミュンヘン市電における幹線系統で集中的に使用されたが、1970年代前半からはミュンヘンSバーンに接続するフィーダー系統にも投入されるようになった他、信用乗車方式への対応工事も行われた。その一方で同年代からは路面電車網の廃止が本格的に実施されるようになり、新型車両の導入も長期に渡って途絶えた。
その後、1990年代以降超低床電車の導入が本格的に始まったことを契機に、1997年以降P3形の廃車が始まった。だが、同年代以降の系統の新設や路線の延伸に伴う利用客の増加に加え、後継となる超低床電車に関するトラブルなどもあり、2022年現在もP形の完全な置き換えには至っておらず、同年時点でP3形とp3形が4両ずつ、合計8両が予備車として在籍している。

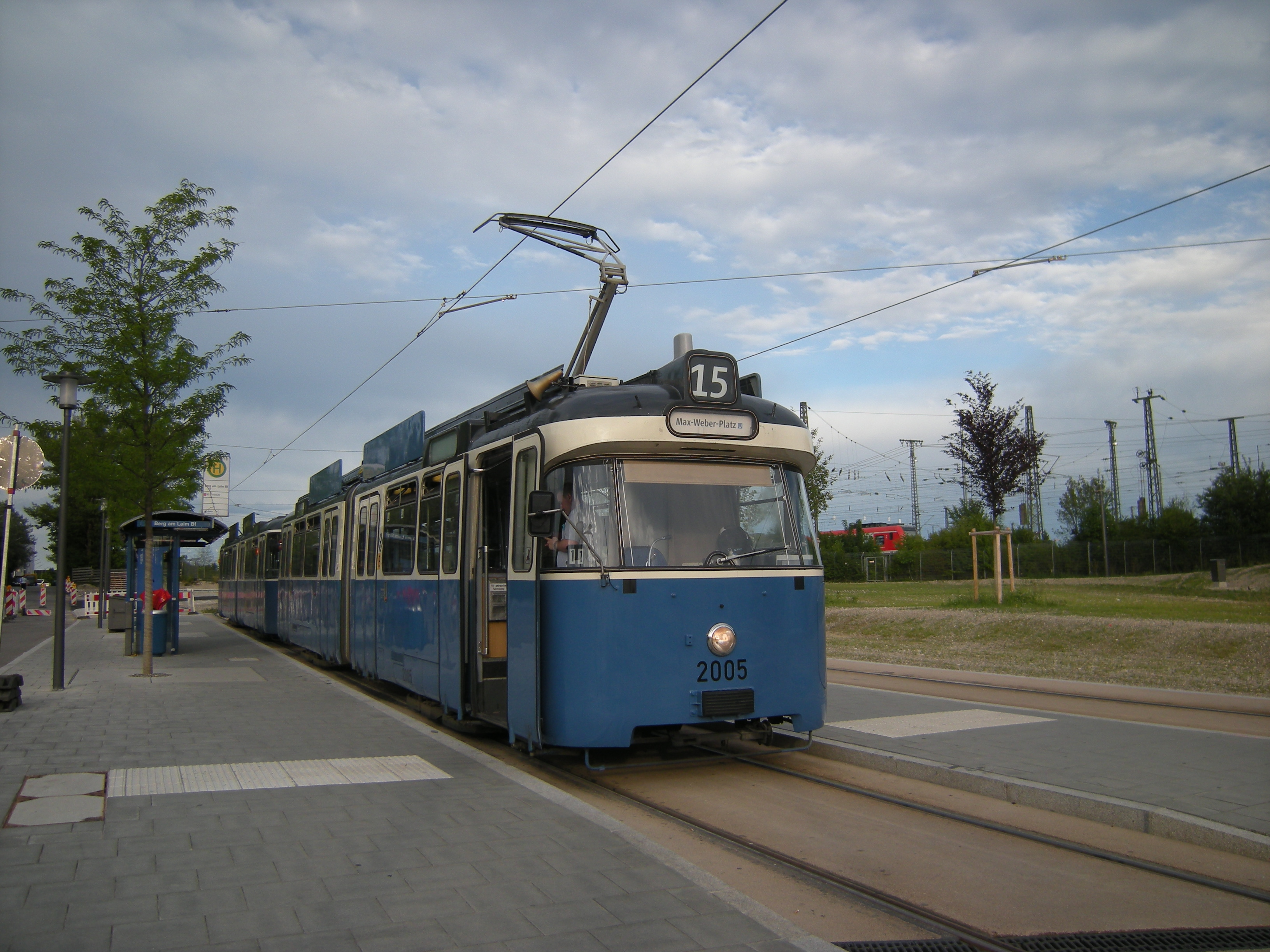
P3形（2005） （2017年撮影）
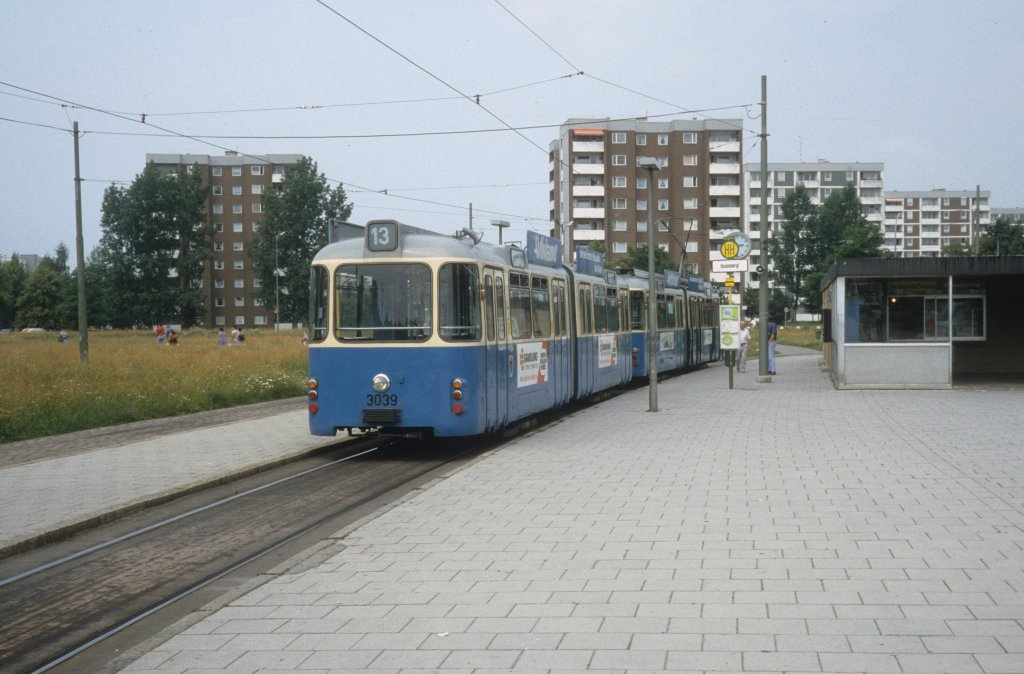
p3形（3039） （1987年撮影）
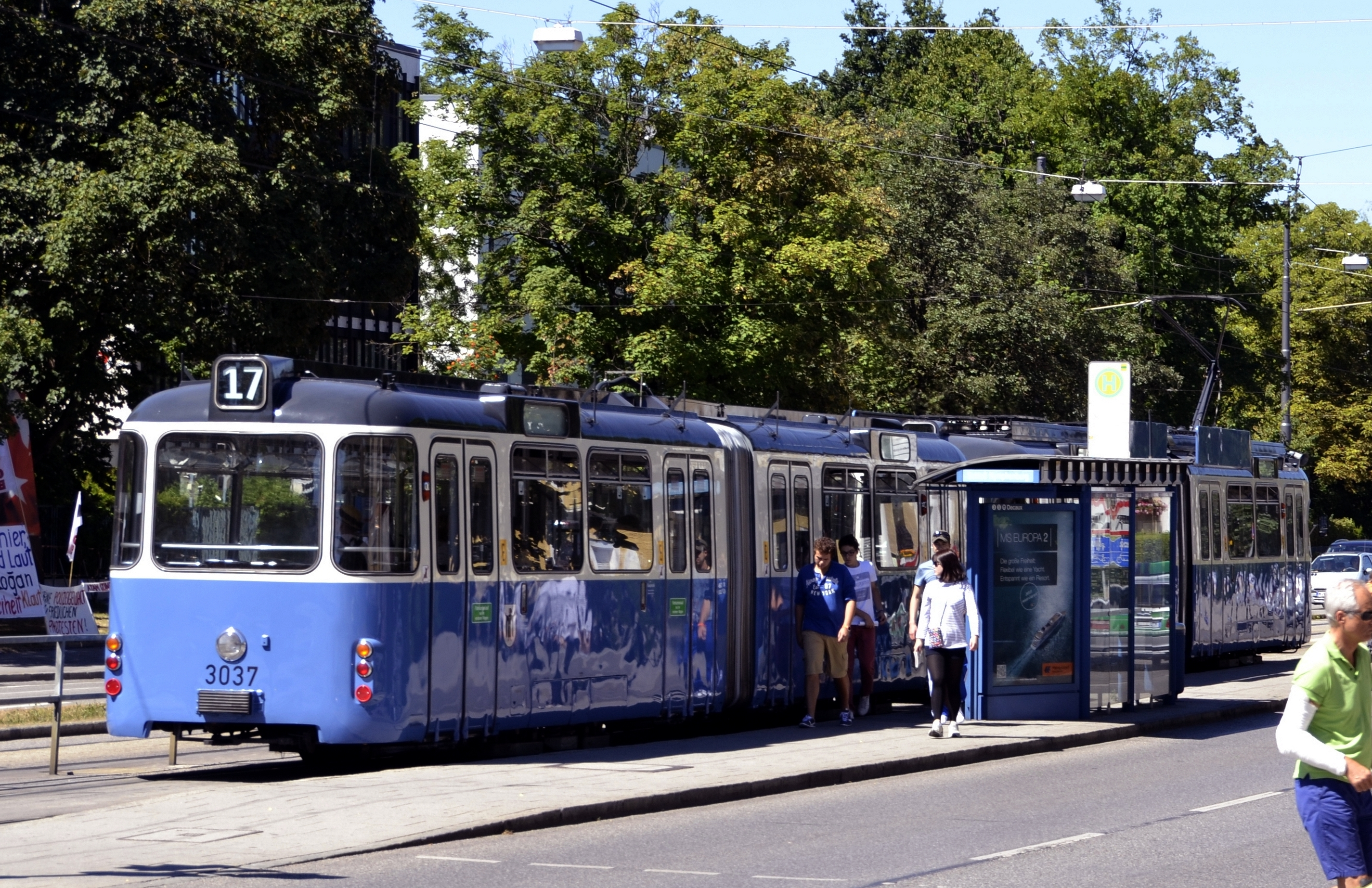
P3形＋p3形（3037） （2013年撮影）

一方、1990年代後半以降一部のP3形およびp3形が以下のルーマニア各地の路面電車路線へ譲渡されており、ティミショアラ市電へ譲渡された車両については2022年時点でも一部が営業運転に使用されている他、ブカレスト市電に在籍する車両についてもP3形のうち1両がイベント用車両として現存する。
- ブカレスト市電 - P3形：2両、p3形：2両を譲渡。
- ティミショアラ市電（ルーマニア語版） - P3形：21両、p3形：22両を譲渡。

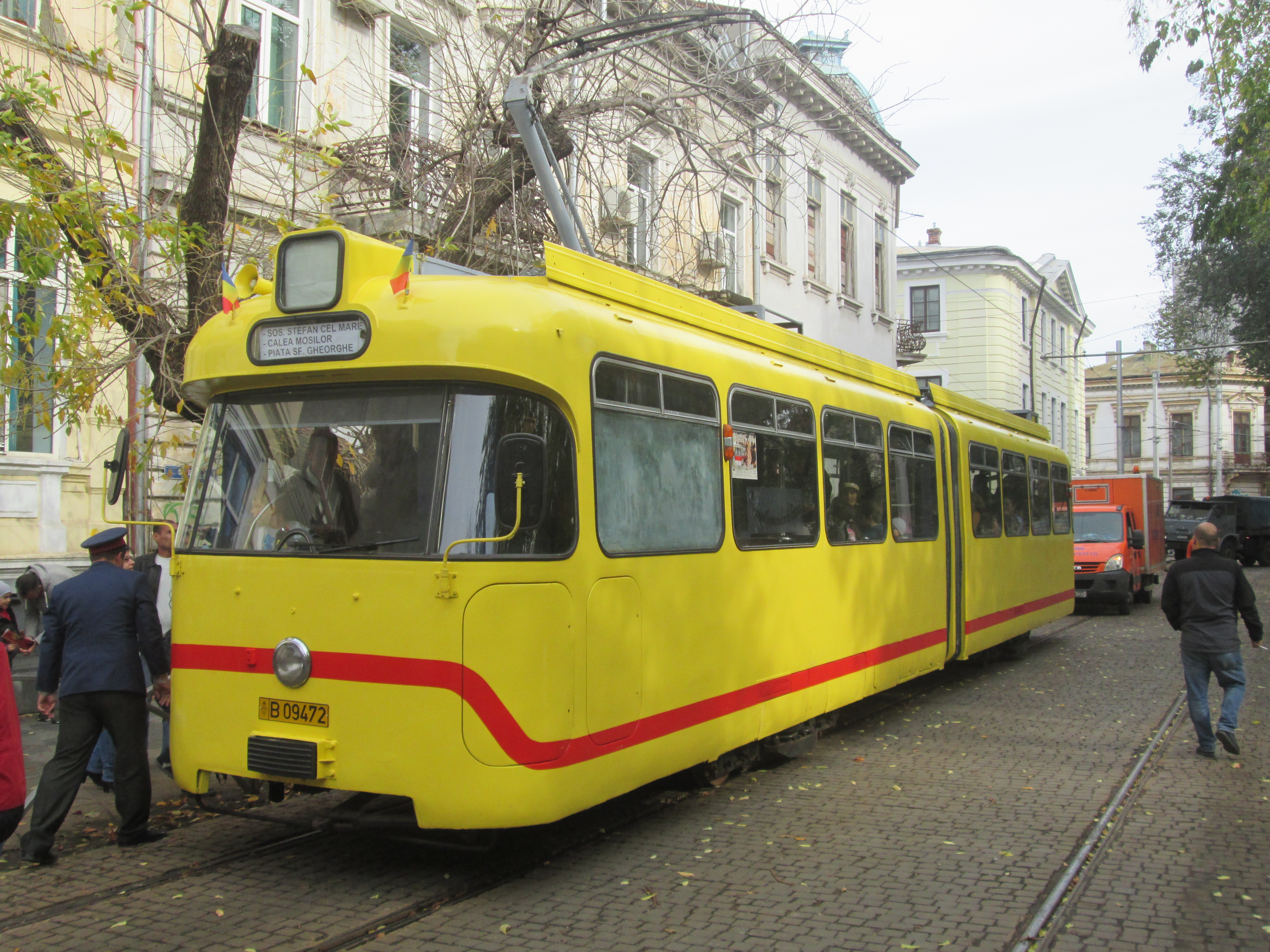
ブカレスト市電へ譲渡後イベント用車両に改造されたP3形 （2017年撮影）
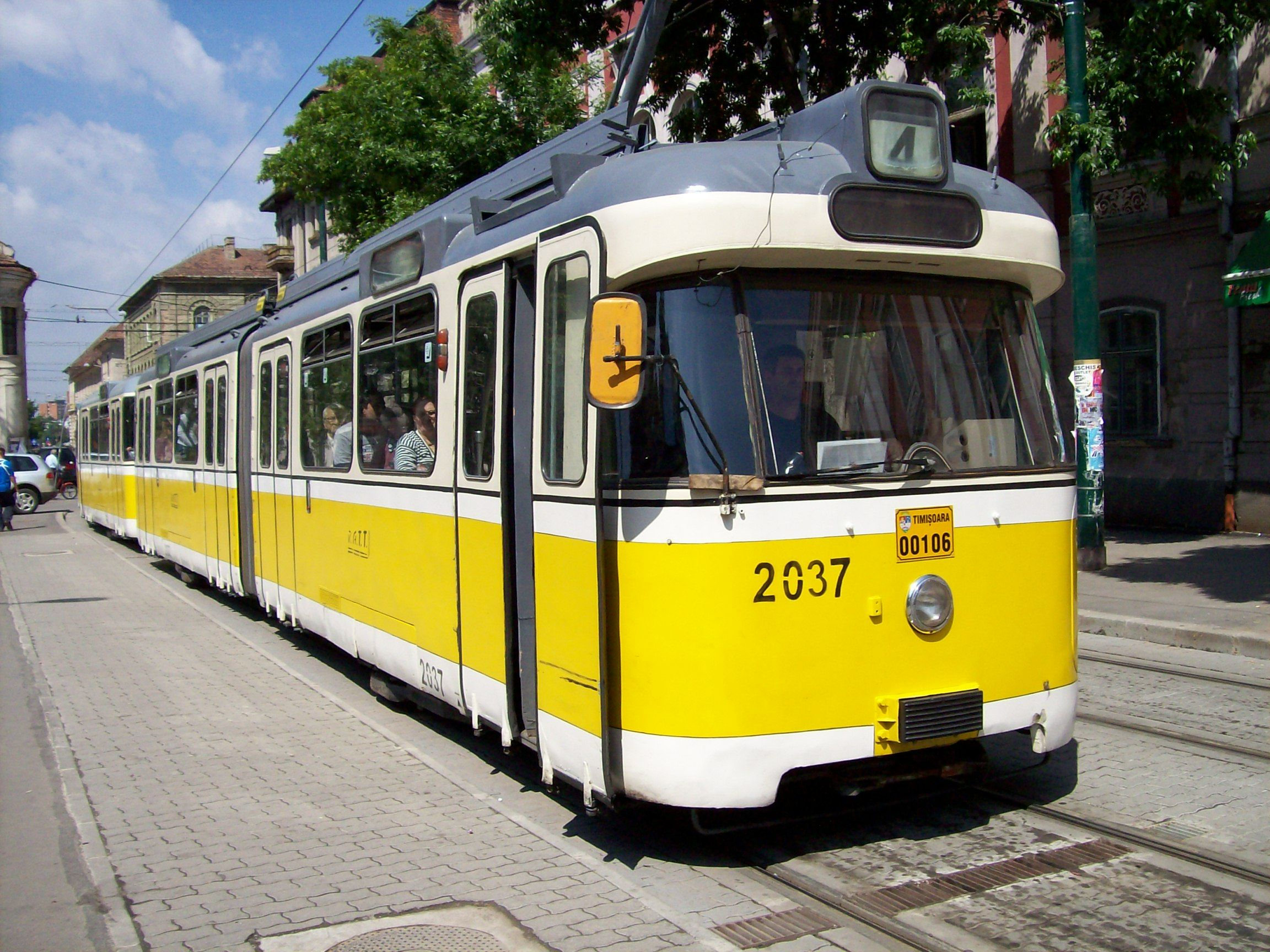
ティミショアラ市電へ譲渡後のP3形 （2007年撮影）
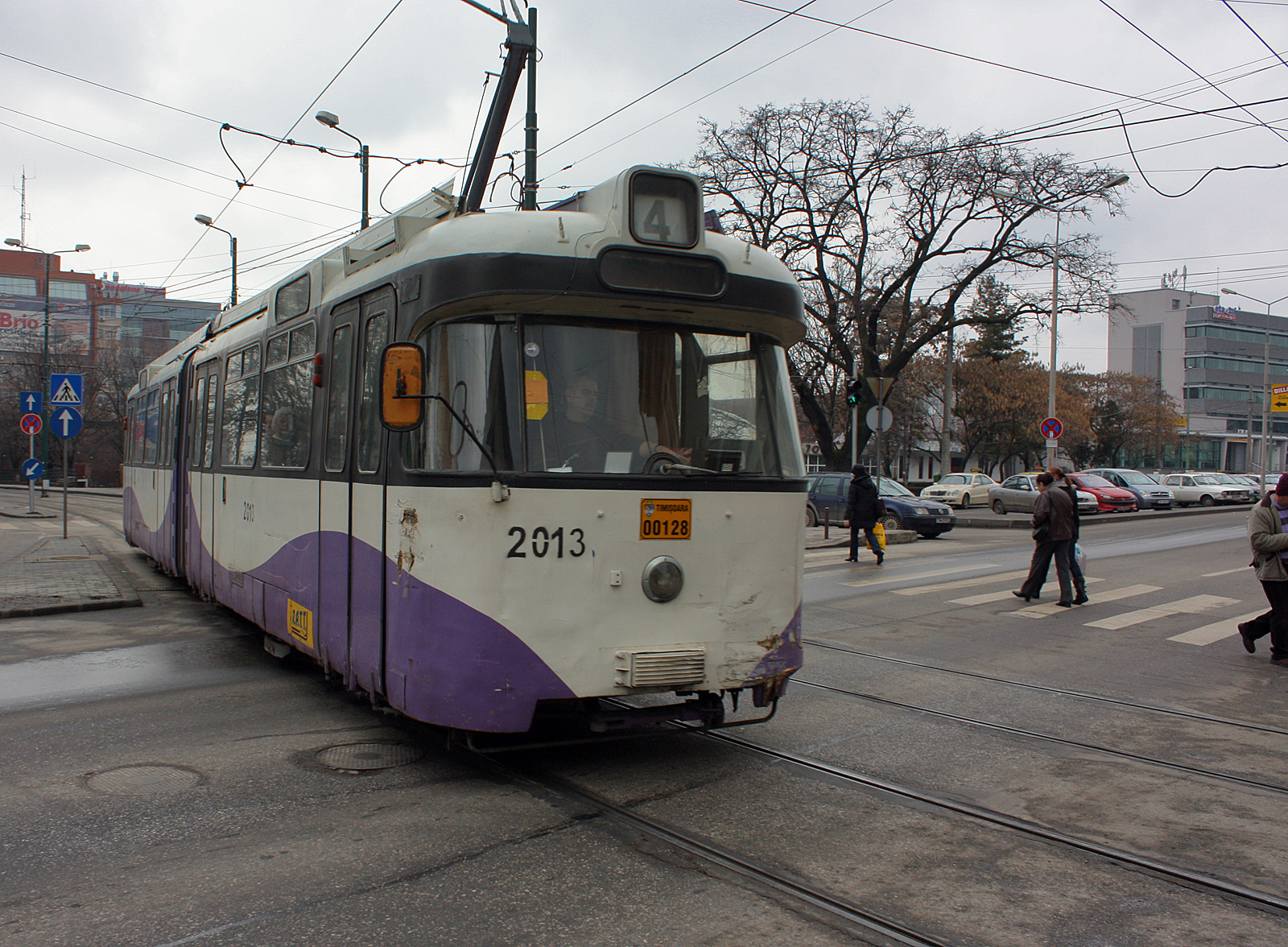
ティミショアラ市電へ譲渡後のP3形 （2009年撮影）